# Handrahalli, Bangalore North
Handrahalli là một làng thuộc tehsil Bangalore North, huyện Bangalore Urban, bang Karnataka, Ấn Độ.